# Тануа, Анри Адриен
Анри Адриен Тануа (фр. Henri Adrien Tanoux; 18 октября 1865, Марсель — 29 июля 1923[…], Париж или rue du Sergent-Hoff) — французский художник.

## Биография
Родился в 1865 году в Марселе. С 1878 по 1886 год обучался в Высшей школе изящных искусств Марселя, а затем — в Высшей школе изящных искусств Парижа, где стал учеником Леона Бонна.
В дальнейшем регулярно выставлял свои работы на ежегодном Парижском салоне, а на Всемирной выставке 1889 года его картины удостоились почётного упоминания.
В 1895 году получил грант на путешествие по Востоку, которое дало ему возможность попрактиковаться в ориентальной живописи. В 1905 году был избран членом Общества французских художников.
Анри Тануа был ярким представителем позднего академизма. Его творческое наследие включает в себя жанровые, ориентальные и мифологические сцены, нередко с элементами обнажённой натуры.
Художник Тануа скончался в Париже в 1923 году, а в следующем году там же состоялась персональная посмертная выставка его произведений.
Сегодня работы Тануа хранятся в собраниях многих провинциальных музеев Франции — его родного Марселя, Гренобля, Ниццы и целого ряда других.

## Галерея

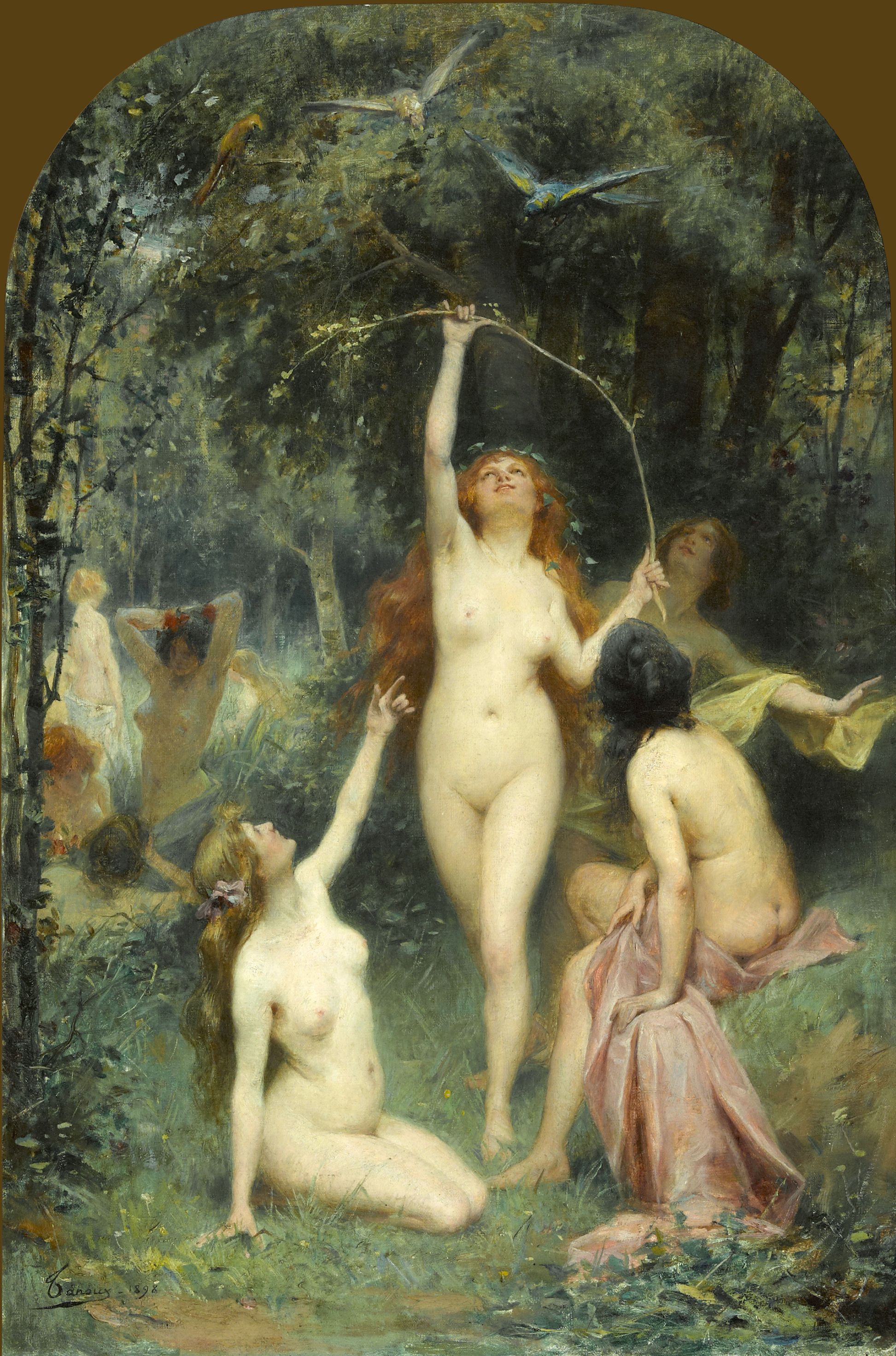
Лесные нимфы
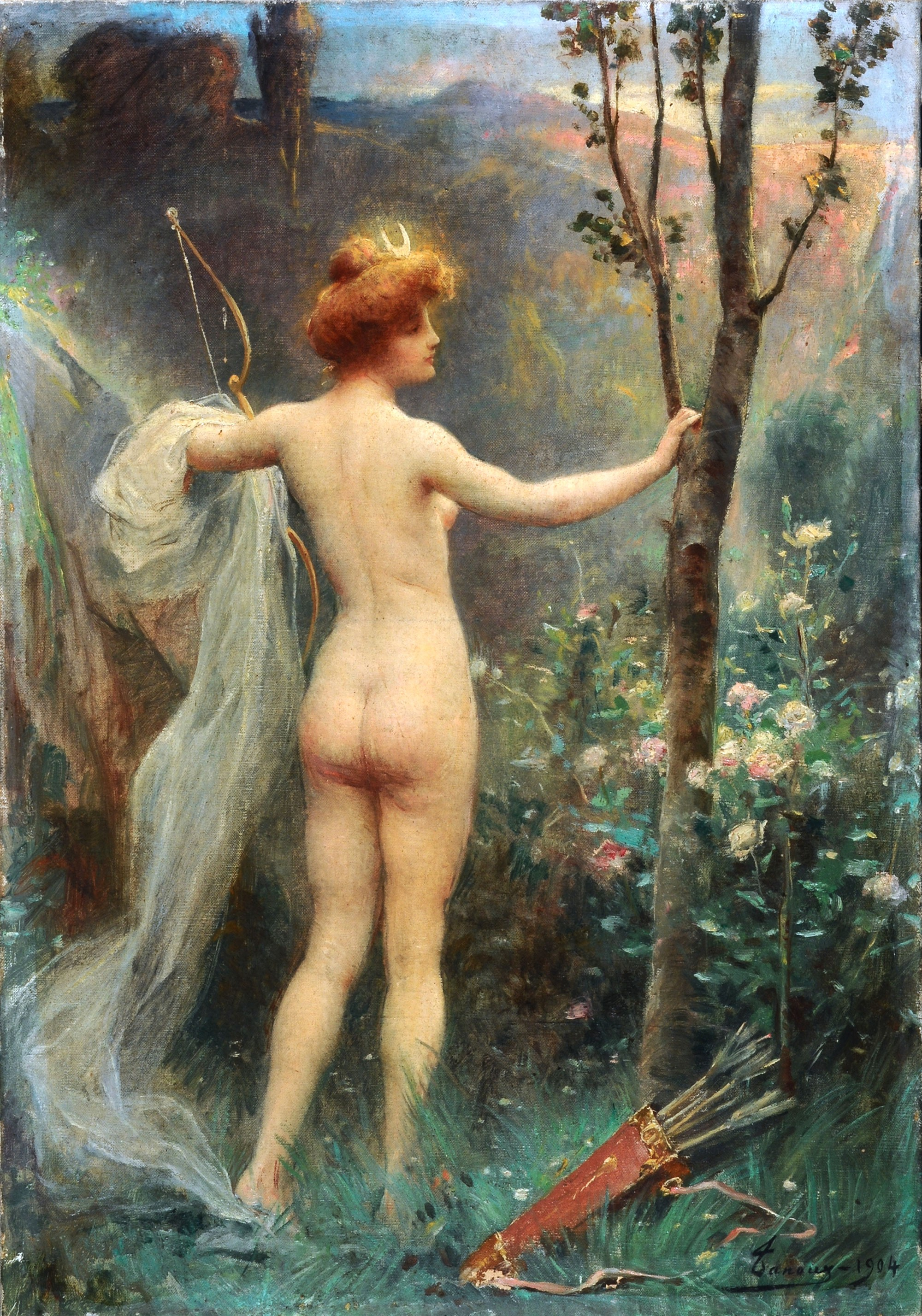
Диана
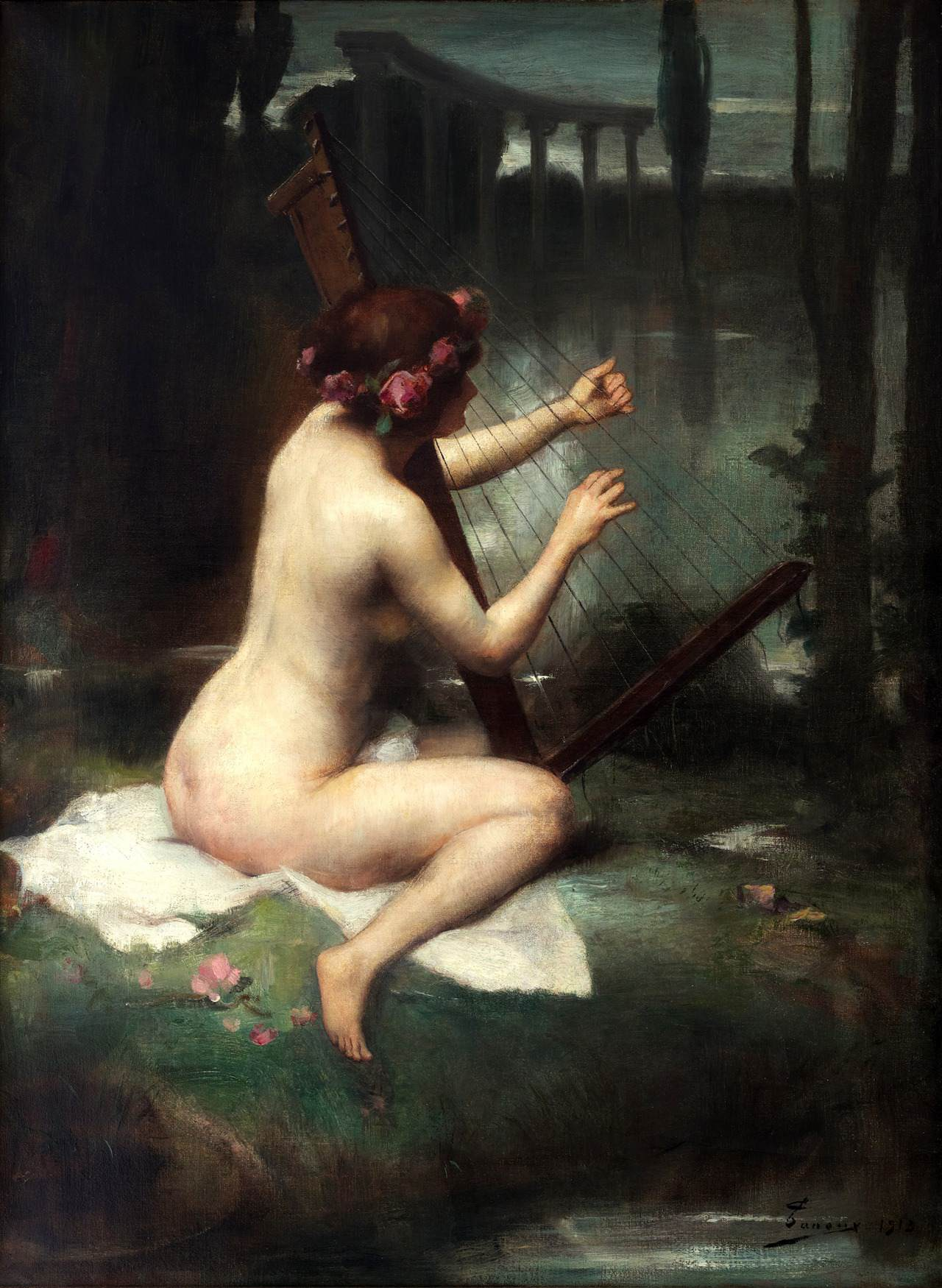
Игра на арфе
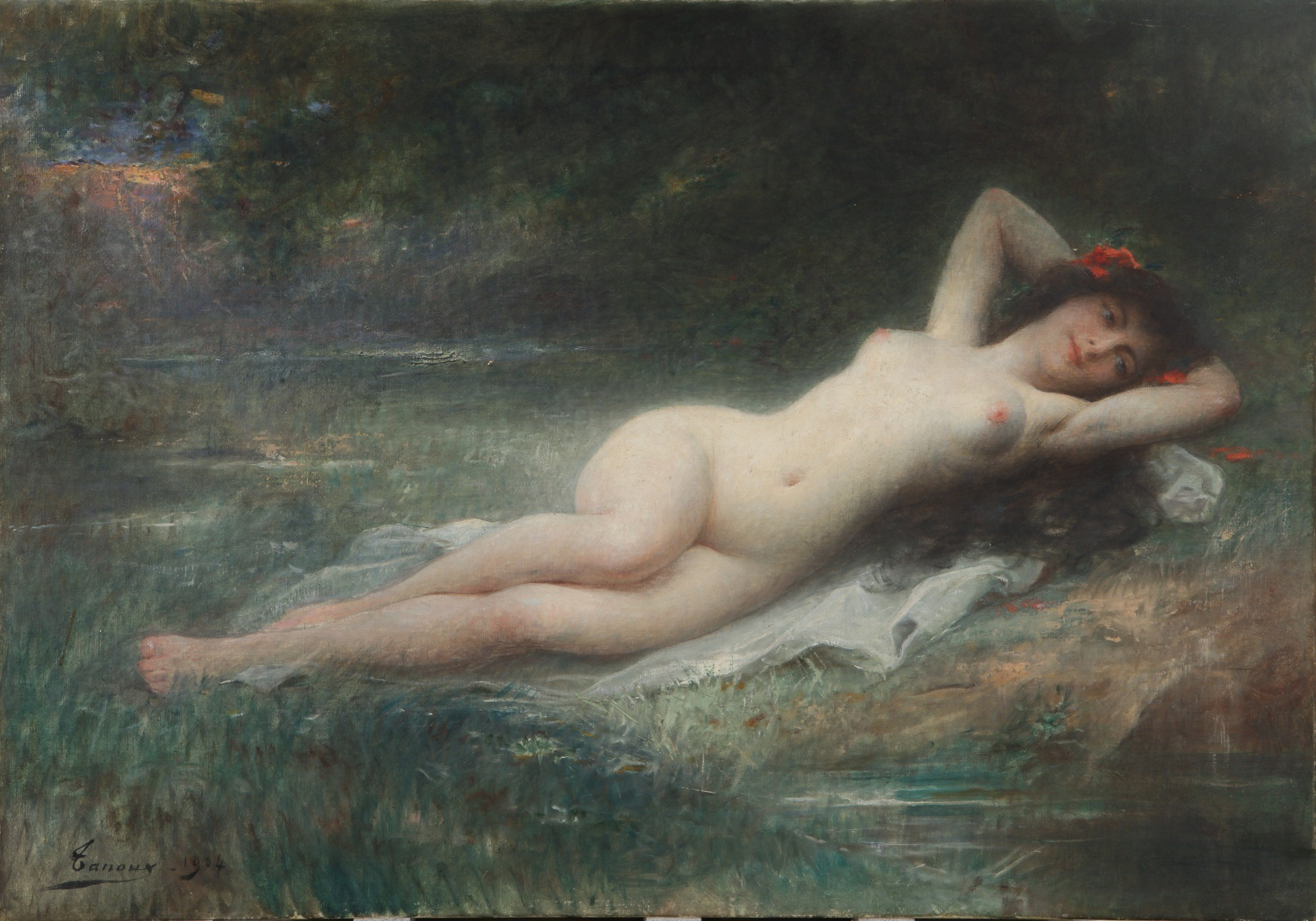
Обнажённая
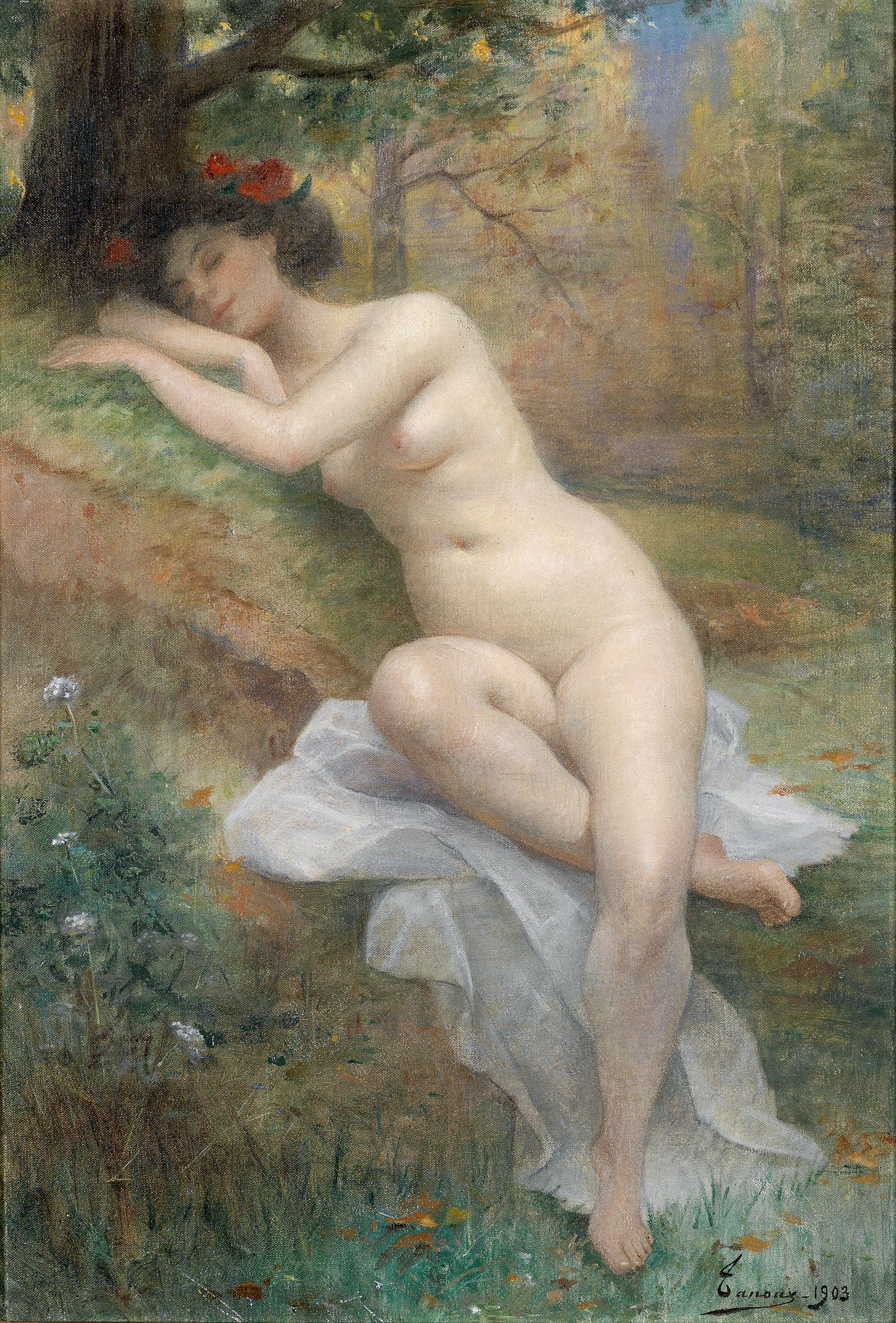
Мечтательность
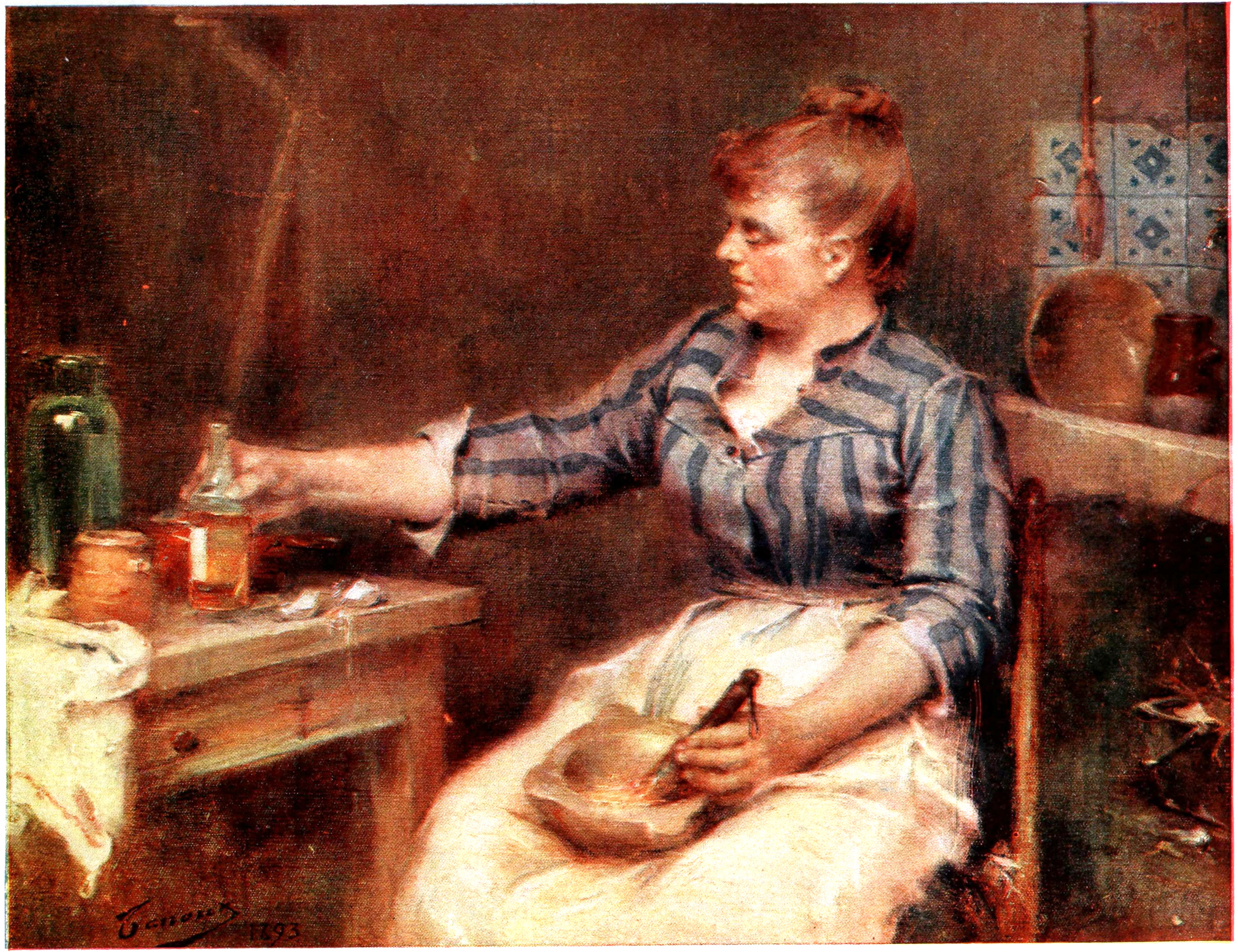
Кухарка
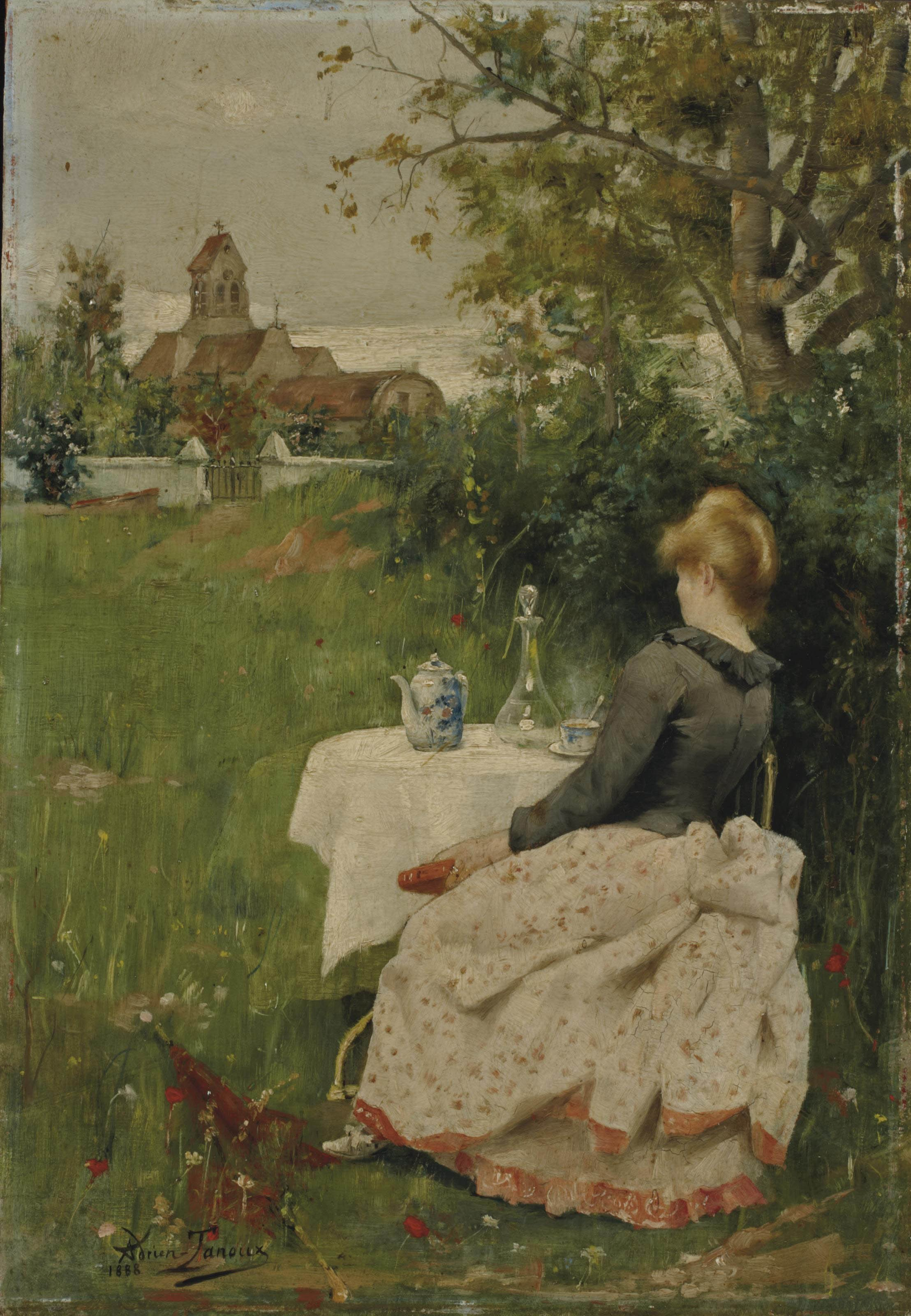
Послеполуденный кофе.
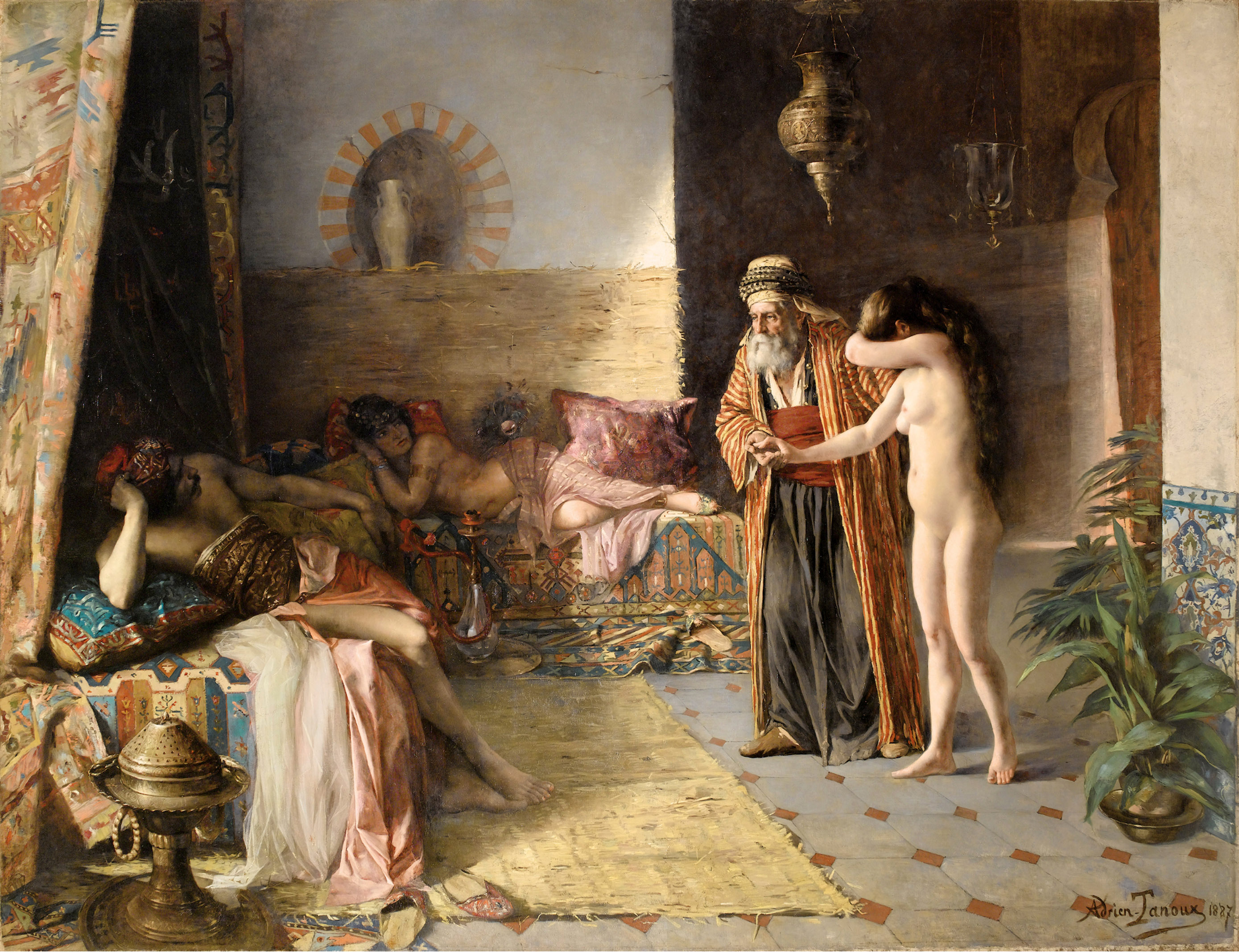
Намуна (иллюстрация к поэме Альфреда де Мюссе)
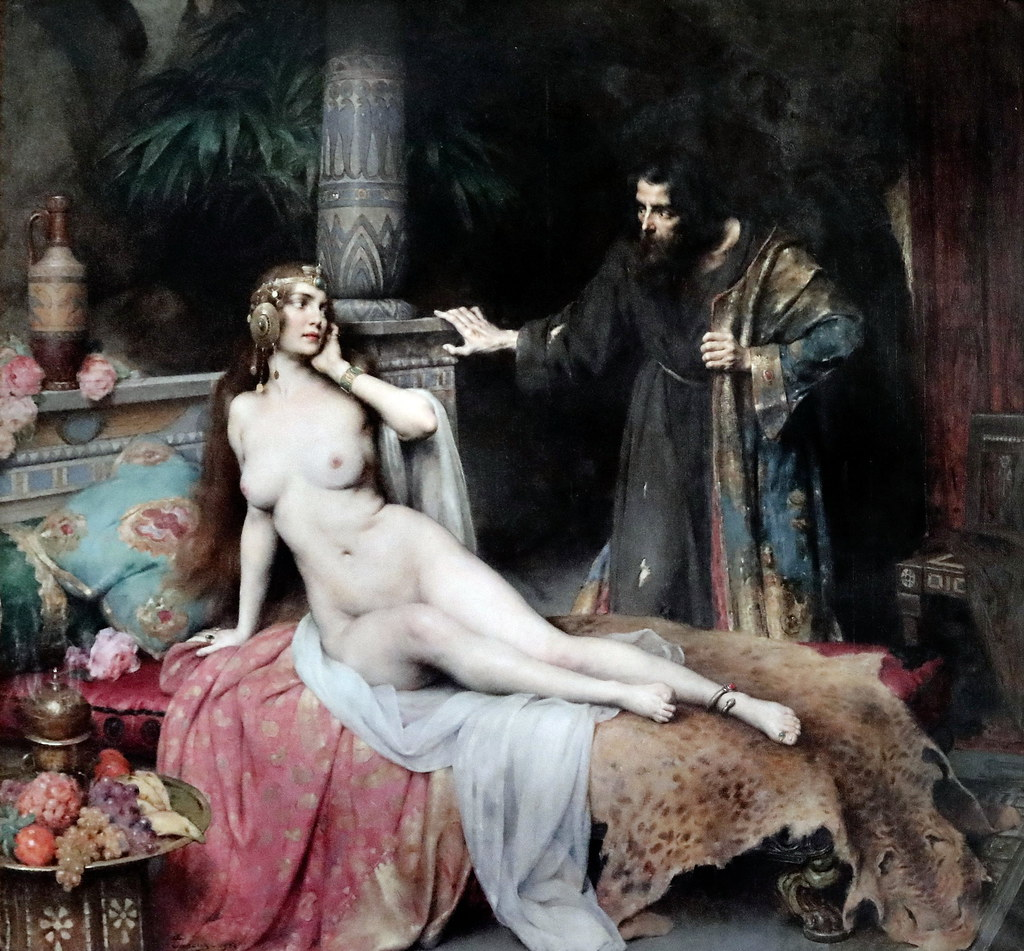
Таис
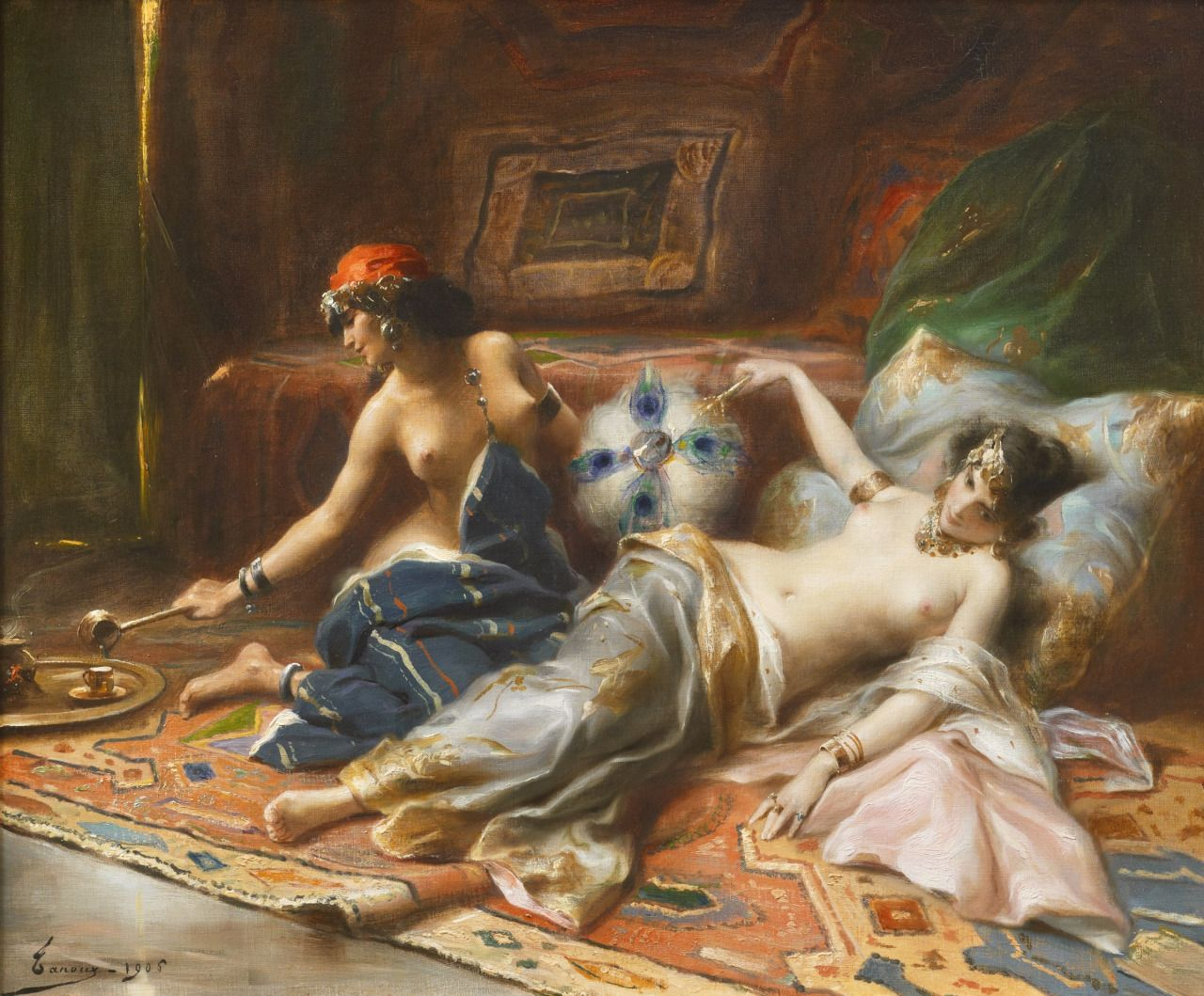
Одалиски
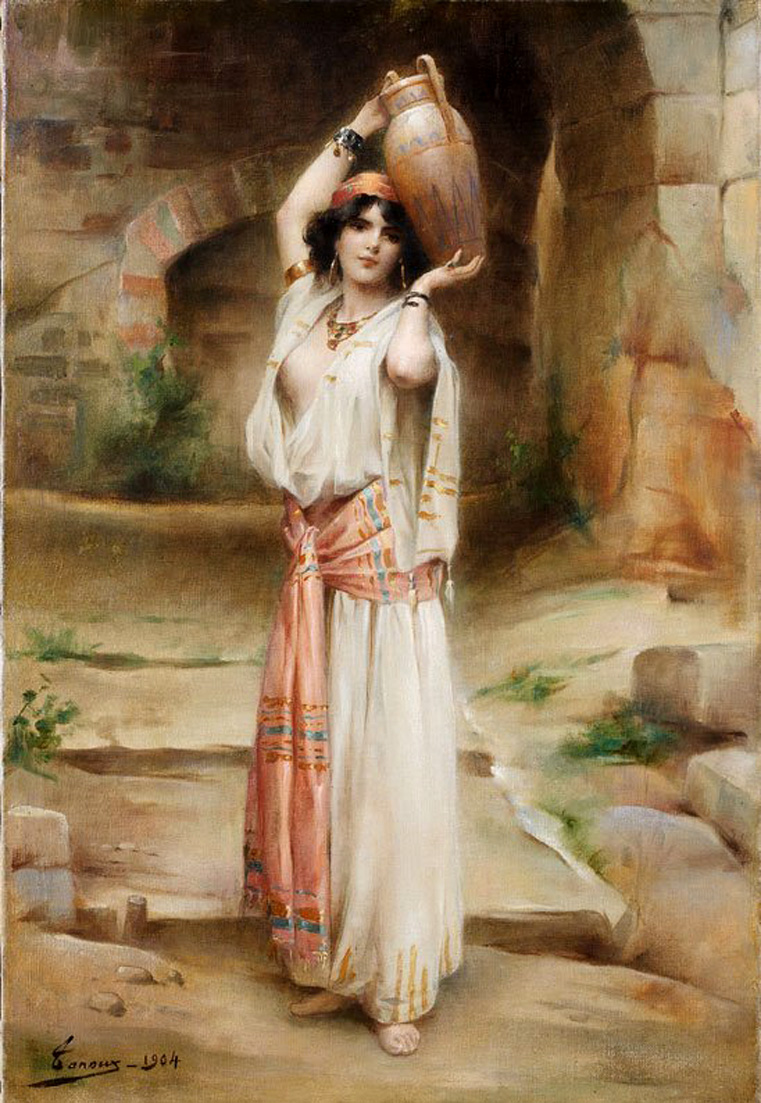
Восточная девушка с кувшином.